# Li Ting
Li Ting (李婷, Wuhan, 5 de Janeiro de 1980) é uma ex-tenista profissional chinesa.

## Olimpíadas

### Duplas: 1 final (1 ouro)
| Resultado | Ano  | Campeonato | Piso | Parceira     | Oponentes                        | Placar   |
| --------- | ---- | ---------- | ---- | ------------ | -------------------------------- | -------- |
| Ouro      | 2004 | Atenas     | Duro | Sun Tiantian | Conchita Martínez Virginia Ruano | 6–3, 6–3 |

## WTA Tour finais

### Duplas 14 (10–4)
| Legenda: Antes de 2009 | Legenda: Depois de 2009 |
| ---------------------- | ----------------------- |
| Grand Slam (0)         |                         |
| Olimpíadas (1/0)       |                         |
| WTA Championships (0)  |                         |
| Tier I (0/0)           | Premier Mandatory (0)   |
| Tier II (0/1)          | Premier 5 (0)           |
| Tier III (4/0)         | Premier (0)             |
| Tier IV & V (5/3)      | International (0/0)     |

| Resultado | N.  | Data                    | Torneio                 | Piso     | Parceira     | Oponentes                                | Placar             |
| Campeã    | 1.  | 18 de Junho de 2000     | Tashkent, Uzbequistão   | Duro     | Li Na        | Iroda Tulyaganova Anna Zaporozhanova     | 3–6, 6–2, 6–4      |
| Campeã    | 2.  | 14 de Junho de 2003     | Vienna, Áustria         | Saibro   | Sun Tiantian | Yan Zi Zheng Jie                         | 6–3, 6–4           |
| Vice      | 1.  | 12 de Outubro de 2003   | Tashkent, Uzbequistão   | Duro     | Sun Tiantian | Yuliya Beygelzimer Tatiana Poutchek      | 3–6, 6–7(0–7)      |
| Campeã    | 3.  | 2 de Novembro de 2003   | Quebec City, Canadá     | Duro (i) | Sun Tiantian | Els Callens Meilen Tu                    | 6–3, 6–3           |
| Campeã    | 4.  | 9 de Novembro de 2003   | Pattaya City, Tailândia | Duro     | Sun Tiantian | Wynne Prakusya Angelique Widjaja         | 6–4, 6–3           |
| Vice      | 2.  | 22 de Fevereiro de 2004 | Hyderabad, India        | Duro     | Sun Tiantian | Liezel Huber Sania Mirza                 | 6–7(1–7), 4–6      |
| Campeã    | 5.  | 22 de Agosto de 2004    | Atenas                  | Duro     | Sun Tiantian | Conchita Martínez Virginia Ruano Pascual | 6–3, 6–3           |
| Campeã    | 6.  | 3 de Outubro de 2004    | Guangzhou, China        | Duro     | Sun Tiantian | Yang Shujing Yu Ying                     | 6–4, 6–1           |
| Vice      | 3.  | 12 de Fevereiro de 2005 | Hyderabad, Índia        | Duro     | Sun Tiantian | Yan Zi Zheng Jie                         | 4–6, 1–6           |
| Campeã    | 7.  | 1º de Maio de 2005      | Estoril, Portugal       | Saibro   | Sun Tiantian | Michaëlla Krajicek Henrieta Nagyová      | 6–3, 6–1           |
| Campeã    | 8.  | 12 de Fevereiro de 2006 | Pattaya City, Tailândia | Duro     | Sun Tiantian | Yan Zi Zheng Jie                         | 3–6, 6–1, 7–6(7–5) |
| Vice      | 4.  | 4 de Março de 2006      | Doha, Qatar             | Duro     | Sun Tiantian | Daniela Hantuchová Ai Sugiyama           | 4–6, 4–6           |
| Campeã    | 9.  | 7 de Maio de 2006       | Estoril, Portugal       | Saibro   | Sun Tiantian | Gisela Dulko María Sánchez Lorenzo       | 6–2, 6–2           |
| Campeã    | 10. | 1º de Outubro de 2006   | Guangzhou, China        | Duro     | Sun Tiantian | Vania King Jelena Kostanić Tošić         | 6–4, 2–6, 7–5      |